# Topal Osman Ağa
Topal Osman, de son vrai nom Feridunoğlu Osman, né en 1884 à Giresun et mort le 2 avril 1923 à Ankara, est un ağa et chef de milice ottoman. Connu pour être l'un des héros de la guerre d'indépendance turque, il prend part aux massacres des Arméniens, Grecs pontiques et Kurdes alévis sous les ordres d'abord des dirigeants ottomans puis du républicain Mustafa Kemal, dont il est l'un des gardes rapprochés. Il est finalement décapité après avoir réalisé le premier assassinat politique de l'histoire de la Turquie contre un député de l'opposition.

## Biographie
Feridunoğlu Osman est né en 1884 dans le village de Hacıhüseyin (district de Giresun), dans ce qui était alors le vilayet de Trébizonde. Son père, Hacı Mehmet Efendi, était un influent marchand et chef de milice comme lui. On lui donnera plus tard le surnom de Topal, qui signifie « boiteux » en turc, en raison de sa blessure au genou droit qu'il s'est infligée durant la guerre des Balkans. Il détient les titres honorifiques suivants : Ağa et Gazi (« victorieux », titre donné aux héros de la guerre d'indépendance turque). Son nom complet pourrait donc être : Gazi Feridunoğlu "Topal" Osman Ağa, mais il est surtout connu sous le nom de Topal Osman, ou encore Topal Osman Ağa pour le différencier de Topal Osman Paşa. 

### Guerres balkaniques et Première Guerre mondiale
En 1912, durant la guerre des Balkans, il se porte volontaire pour défendre la Turquie ottomane contre la Ligue balkanique. Le 30 novembre 1915, il rejoint la lutte contre les Russes sur le front de l'Est pendant la Première Guerre mondiale, et s'autoproclame maire de Giresun en février 1918. Il prend part au massacre des Arméniens en tant que membre de l'« Organisation Secrète », ancêtre des services secrets turcs. Pour ces faits, il fait l'objet d'un mandat d'arrêt impérial en 1919 et doit vivre en clandestinité pendant plusieurs mois.

### Guerre d'indépendance turque
Lors de sa cavale, il se rapproche du républicain nationaliste Mustafa Kemal. Une première rencontre est organisée le 29 mai 1919 à Havza, et ensemble ils participent au congrès d'Erzurum qui marque le début de la guerre d'indépendance turque au cours de l'été 1919. Topal Osman décide de créer une milice au service de Mustafa Kemal et de son mouvement. Cette milice réprime des révoltes et pratique de fait des massacres contre les Grecs pontiques à partir de mai 1919, contre les Arméniens de Kars en septembre 1920, et contre les Kurdes alévis — de Koçgiri plus particulièrement — au printemps 1921. Il fonde le journal nationaliste Gedikkaya en février 1920 pour faire sa propagande. Il intègre la garde rapprochée de Mustafa Kemal en novembre 1920.

### Mort
Il est accusé d'avoir tué le député d'opposition de Trabzon Ali Şükrü le 27 mars 1923 à Ankara. Cet événement est considéré comme le premier assassinat politique de l'histoire de la Turquie. Il est décidé que le coupable sera pendu. Il sera tué puis décapité le 2 avril 1923 après un échange de tirs entre sa milice et les gendarmes venus pour l'arrêter. Son corps est inhumé à Giresun en avril 1923 mais ses restes sont transportés à Ankara en 1925. Il est aujourd'hui considéré comme un « Gazi », c'est-à-dire un héros de la guerre d'indépendance turque, par certains, et décrit comme un massacreur par d'autres. Il est particulièrement connu dans la région de la mer Noire, où des édifices lui sont dédiés ; des rues portent également son nom pour lui rendre hommage.